# Истрате, Николае
Николае Истрате (рум. Nicolae Istrate, 24 октября 1982, Кымпулунг-Мусчел) — румынский бобслеист, пилот, выступает за сборную Румынии с 2000 года. Участник трёх зимних Олимпийских игр, неоднократный победитель национального первенства, победитель и призёр различных этапов Кубка Северной Америки и Европы.

## Биография
Николае Истрате родился 24 октября 1982 года в городе Кымпулунг-Мусчел, регион Валахия. С раннего детства увлекался спортом, в 2000 году начал активно заниматься бобслеем, вскоре в качестве пилота прошёл отбор в национальную сборную и стал ездить на крупнейшие международные старты, в том числе на этапы Кубка мира, где почти всегда попадал в тридцатку сильнейших. В феврале 2005 года дебютировал на взрослом чемпионате мира в канадском Калгари, показав двадцать седьмое время в программе четырёхместных экипажей и двадцать первое в программе двухместных. Благодаря череде удачных выступлений удостоился права защищать честь страны на зимних Олимпийских играх 2006 года в Турине, в итоге занял двадцать четвёртое место с двойкой и двадцать второе с четвёркой.
В течение двух последующих сезонов из-за высокой конкуренции Истрате вынужден был выступать в основном на менее значимых второстепенных турнирах вроде Кубка Европы, но был здесь весьма успешен, так, в декабре на этапе в итальянской Чезане завоевал в четвёрках бронзовую медаль, тогда как с двойкой остановился в шаге от призовых позиций — на четвёртом месте. На чемпионате мира 2007 года в швейцарском Санкт-Морице участвовал исключительно в зачёте четвёрок и пришёл к финишу двадцать третьим. Год спустя на мировом первенстве в немецком Альтенберге был двадцатым в обеих дисциплинах, как в двойках, так и четвёрках. Практически весь предолимпийский цикл выступал на одном уровне, побывал почти на всех этапах Кубка мира, но в двадцатку попадал только в половине случаев. В 2009 году соревновался на чемпионате мира в американском Лейк-Плэсиде, с двухместным экипажем финишировал двадцать пятым, с четырёхместным восемнадцатым. Также в этом сезоне успешно поучаствовал в заездах Кубка Северной Америки, выиграл несколько медалей разного достоинства, в том числе одну золотую на трассе в Парк-Сити.
Набрав достаточное количество рейтинговых очков, съездил на Олимпийские игры 2010 года в Ванкувер, где проехал значительно лучше предыдущего раза, заняв одиннадцатое место с двойкой и пятнадцатое с четвёркой. После Олимпиады продолжил выступать на самом высоком уровне, боролся за медали на этапах европейского кубка и держался в двадцатке мирового. На чемпионате мира 2011 года в немецком Кёнигсзее был пятнадцатым в смешанных состязаниях по бобслею и скелетону, двадцать третьим с четырёхместным экипажем и восьмым с двухместным — это для него лучший результат в карьере. Удачно провёл декабрьский этап Кубка Европы в Альтенберге, взяв сразу две бронзовые награды в обеих дисциплинах. В 2012 году на мировом первенстве в Лейк-Плэсиде Николае Истрате финишировал двенадцатым с двойкой и шестнадцатым с четвёркой.
В 2014 году Истрате побывал на Олимпийских играх в Сочи, где финишировал шестнадцатым в программе мужских двухместных экипажей.